# Telefonia satellitare

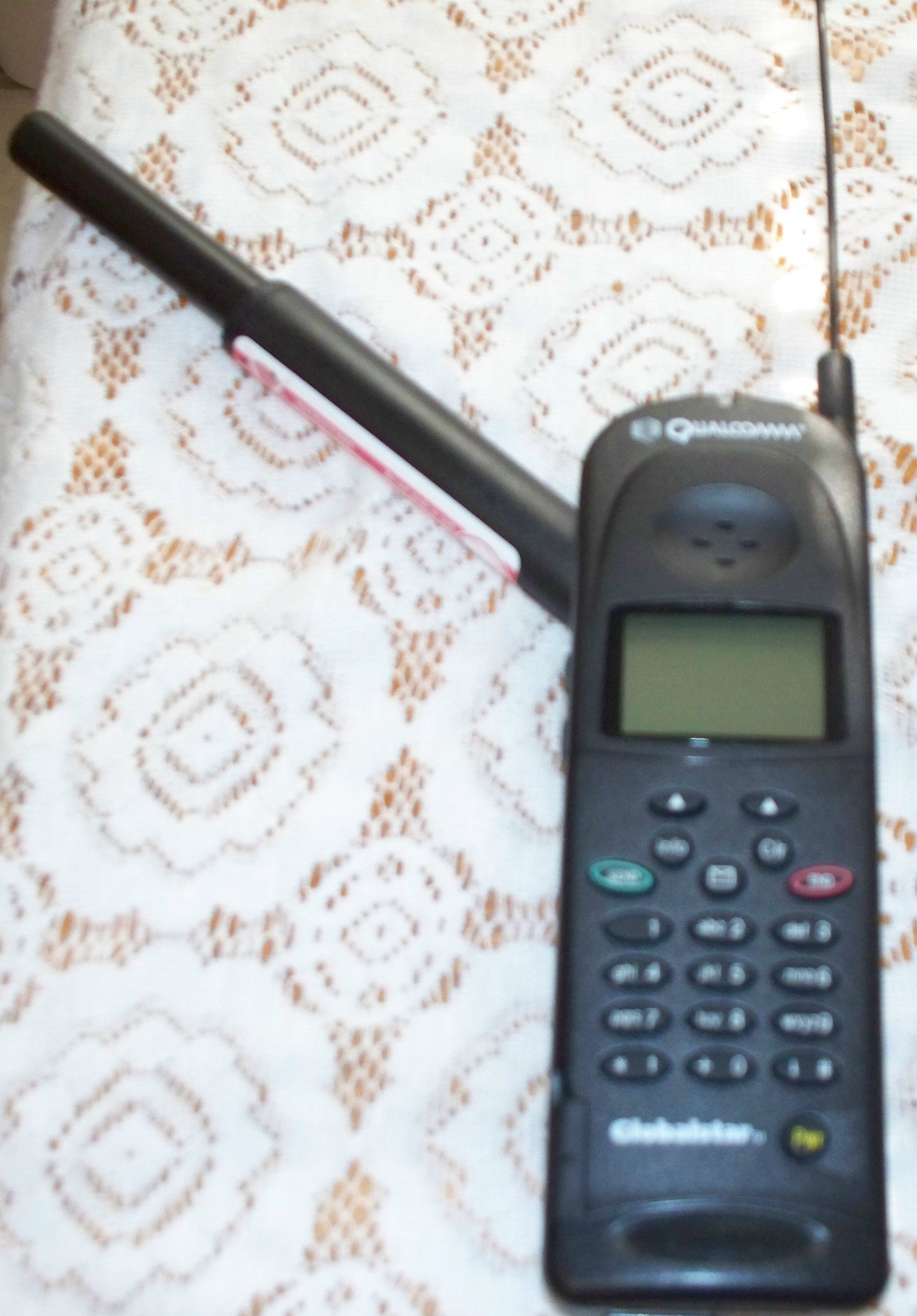
Telefono satellitare

In telecomunicazioni la telefonia satellitare è un tipo di accesso ad una rete telefonica, precisamente un tipo di accesso dell'utente finale attraverso le reti satellitari, e rientra nel più vasto campo della telefonia mobile: in particolare la telefonia satellitare è uno dei due tipi di telefonia mobile assieme alla telefonia cellulare.

## Storia
Nata dopo la telefonia cellulare, inizialmente, negli anni '90 del XX secolo, la telefonia satellitare catalizzò gli interessi economici di grande aziende del settore ICT. Furono fatti ingenti investimenti e messi in cantiere vari progetti concorrenti, di livello planetario, per l'accesso alla rete telefonica generale, in quanto si pensava che per le sue peculiarità (principalmente la possibilità, tramite le reti satellitari, di coprire facilmente vastissime aree geografiche, su scala quasi planetaria) avrebbe surclassato la telefonia cellulare.
Le previsioni però si rivelarono fallimentari, in quanto telefonia cellulare consolidò la sua predominanza sulla telefonia satellitare; di tutti i progetti comunicativi inerenti l'accesso alla rete telefonica generale per mezzo dei satelliti solo pochissimi furono portati a termine, peraltro con la perdita di ingentissimi capitali da parte di varie aziende. Ciò fu dovuto in parte alla maggiori dimensioni degli apparecchi telefonici radiomobili, caratteristica fortemente sgradita dagli utenti, e in parte all'impossibilità di utilizzare tali apparecchi all'interno di edifici.
In confronto all'accesso alla rete telefonica generale, la telefonia satellitare ha conosciuto un'evoluzione che l'ha sostanzialmente confinata ad impieghi specifici, come ad esempio quello delle comunicazioni marittime, laddove i sistemi di telefonia cellulare non arrivano ad offrire copertura. 
In virtù del suo ridottissimo utilizzo, essa comporta anche costi rilevantemente più elevati rispetto a quelli della telefonia cellulare.
La prima sperimentazione italiana di un radiomobile satellitare avvenne nel marzo del 1991 da un gruppo di esperti della SIP, applicando delle modifiche strutturali ad un radiomobile di conversazione ETACS della Motorola.

## Descrizione
Nella telefonia satellitare l'accesso dell'utente finale alla rete telefonica è privato (cioè di proprietà dell'utente finale oppure ad esso riservato dal proprietario dell'accesso o, eventualmente, da chi ha in gestione l'accesso) e realizzato per mezzo di onde radio e ricetrasmettitori satellitari (cioè ubicati su satelliti per telecomunicazioni).
La telefonia satellitare, al pari della telefonia cellulare, utilizzando onde radio per l'accesso alla rete telefonica, è in grado di servire un'area geografica in modo continuo. La telefonia satellitare si contrappone quindi alla telefonia fissa la quale, utilizzando per l'accesso dell'utente finale alla rete telefonica un cavo per telecomunicazioni, è in grado di servire solo punti geografici fissi (vincolo in parte ovviato con l'utilizzo degli apparecchi telefonici cordless). Inerentemente al fatto che l'accesso dell'utente finale alla rete telefonica è privato, la telefonia satellitare si contrappone invece alla telefonia pubblica nella quale l'accesso alla rete telefonica è di proprietà del proprietario della rete telefonica e non riservato ad uno specifico utente finale.
La diffusione della telefonia satellitare è stata sensibilmente inferiore rispetto alla telefonia cellulare: i suoi obiettivi si sono infatti rivelati diversi, con un potenziale target utente inferiore e una serie di svantaggi, tecnici e non, rispetto a quest'ultima in particolar modo per ciò che riguarda i costi imponibili all'utente finale.

### Confronto con altri tipi di accesso dell'utente finale
Vantaggi rispetto alla telefonia fissa:
- possibilità di accesso alla rete telefonica in completa mobilità utilizzando apparecchi telefonici alimentati a batterie.

Svantaggi rispetto alla telefonia fissa:
- in confronto all'accesso alla rete telefonica generale, prezzi superiori delle chiamate.

Vantaggi rispetto alla telefonia cellulare:
- con riferimento all'accesso alla rete telefonica generale, copertura completa del pianeta.

Svantaggi rispetto alla telefonia cellulare:
- non utilizzabile all'interno di edifici con apparecchi telefonici destinati all'uso in mobilità;
- dimensioni e costi maggiori degli apparecchi telefonici.